# 풀가사리과
풀가사리과(Endocladiaceae)는 진정홍조강 돌가사리목에 속하는 홍조식물과의 하나이다. 2속 6종으로 이루어져 있다. 불등풀가사리(Gloiopeltis furcata), 참풀가사리(Gloiopeltis tenax), 애기풀가사리(Gloiopeltis complanata) 등을 포함하고 있다.

## 하위 속
- Endocladia
  - Endocladia muricata
  - Endocladia vernicata
- 풀가사리속 (Gloiopeltis)
  - 애기풀가사리(Gloiopeltis complanata)
  - Gloiopeltis dura
  - 불등풀가사리(Gloiopeltis furcata)
  - 참풀가사리(Gloiopeltis tenax)